# Dudley Roe
Dudley George Roe (ur. 23 marca 1881, zm. 4 stycznia 1970) – amerykański polityk związany z Partią Demokratyczną. W latach 1945–1947 był przedstawicielem pierwszego okręgu wyborczego w stanie Maryland w Izbie Reprezentantów Stanów Zjednoczonych.